# Bañugues
Bañugues és una de les 13 parròquies del concejo asturià de Gozón, a 2 quilòmetres de Luanco, capital del concejo. El seu patró és Sant Nicolau.

## Llogarets
Formen la parròquia de Bañugues les següents llogarets:
- Cerín: 86 habitants
- El Monte: 311 habitants
- El Llugar: 219 habitants
- La Quintana: 31 habitants

Llocs
- Biforco
- El Campo Bartuelo
- El Canterín
- El Llagar
- El Molín de l'Arena
- El Rucao
- El Veyu
- La Espina
- La Panadería
- La Ribera
- Les Cases de la Mina
- Les Vegues
- Llumeres
- Los Campos
- Xelaz